# Лејк Форест (Илиноис)
Лејк Форест (енгл. Lake Forest) град је у америчкој савезној држави Илиноис. По попису становништва из 2010. у њему је живело 19.375 становника.

## Демографија
Према попису становништва из 2010. у граду је живело 19.375 становника, што је 684 (3,4%) становника мање него 2000. године.
| Група             | 2000.          | 2010.          |
| Белци             | 18.537 (92,4%) | 17.474 (90,2%) |
| Афроамериканци    | 271 (1,4%)     | 213 (1,1%)     |
| Азијати           | 692 (3,4%)     | 904 (4,7%)     |
| Хиспаноамериканци | 376 (1,9%)     | 542 (2,8%)     |
| Укупно            | 20.059         | 19.375         |